# Daniel Fincke
Daniel Fincke (* 20. Oktober 1705 in Brandenburg an der Havel; † 25. Oktober 1756 ebenda) war ein deutscher Theologe.
Fincke studierte in Halle (Saale) Theologie. Er wurde nach Beendigung seiner universitären Ausbildung 1729 Subrektor, 1733 Konrektor an der Schule seiner Vaterstadt und zugleich Bibliothekar an der Katharinenkirche. 1739 erhielt er das Rektorat. Bei dieser Gelegenheit hielt er seine in Brandenburg gedruckte Antrittsrede (Oratio inauguralis de Jesu immanuelis supremi juventutis christianae moderatoris, praesidio). Er wurde aufgrund seiner gründlichen theologischen und philologischen Kenntnisse geschätzt. Am 25. Oktober 1756 starb er im Alter von 51 Jahren als Adjunkt des geistlichen Ministeriums in Brandenburg.
Die Exegese und Altertumskunde boten Fincke den Stoff zu zahlreichen Schulprogrammen, aus denen der größere Teil seiner Schriften bestand, die teils in lateinischer Sprache, teils auf Deutsch verfasst sind. Anonym schrieb er eine Biographie des brandenburgischen Superintendenten Erasmus Alberus, die im ersten Band von Baumgartens Nachrichten von einer Halleschen Bibliothek erschien.

## Schriften (Auswahl)
- De somno animorum e scholis christianis exterminando, Brandenburg 1746 (Digitalisat)
- Die triumphierende Wahrheit der christlichen Religion, Brandenburg 1747
- Das hundertjährige Andenken des für die ganze Christenheit so hoch wichtigen Westfälischen Friedens, Brandenburg 1748
- Vorläufige Nachricht von einigen Altertümern und Urkunden der Stadt Brandenburg, Brandenburg 1749, mit 4 Fortsetzungen in den Jahren 1750–53
- De sodomorum natione Judaeorum gentis sorore, in statum suum pristinum quondam restituenda, ad locum Ezech. 16, 55, Brandenburg 1750
- De vera et summa Jesu Christi divinitate, ex sessione ejus ad dextram majestatis, omnium coelorum sublimitatem superantis demonstranda, Brandenburg 1755